# Litong
Litong är ett stadsdistrikt och säte för stadsfullmäktige i Wuzhongs stad på prefekturnivå i den autonoma regionen Ningxia i nordvästra Kina. Det ligger omkring 78 kilometer söder om regionhuvudstaden Yinchuan.